# Meidaizhao
Meidaizhao (kinesiska: 美岱召, 美岱召镇) är en köping i Kina. Den ligger i den autonoma regionen Inre Mongoliet, i den norra delen av landet, omkring 80 kilometer väster om regionhuvudstaden Hohhot. Antalet invånare är 23059. Befolkningen består av 11 132 kvinnor och 11 927 män. Barn under 15 år utgör 12,0 %, vuxna 15-64 år 75 %, och äldre över 65 år 12,0 %.
Genomsnittlig årsnederbörd är 573 millimeter. Den regnigaste månaden är juli, med i genomsnitt 162 mm nederbörd, och den torraste är januari, med 2 mm nederbörd.